# Zgornja Polskava
Zgornja Polskava je naselje in sedež istoimenske krajevne skupnosti v Občini Slovenska Bistrica. Urbanizirano gručasto središčno naselje s skoraj 1.400 prebivalci (2024) se nahaja na jugovzhodnem vznožju Pohorja, v izteku doline rečice Polskave. Središče naselja z baročno župnijsko cerkvijo sv. Trojice iz leta 1619 in staro šolo se imenuje Levarje.

## Kulturni in zgodovinski spomeniki
Dvorec na Zgornji Polskavi, katerega začetki segajo v 12. stoletje, so v 16. stoletju požgali otomanski Turki. Sedanja baročna dvonadstropna (dva nadstropja + mansarda) zgradba je iz prve polovice 18. stoletja, ter ima status zgodovinskega spomenika. Poleg sedaj močno okrnjenega parka ob rečici Polskavi se je ohranil zgolj gabrov drevored. Dvorec je v slabem gradbenem stanju, od leta 2019 pa ga postopno obnavljajo.
V naselju stoji baročna cerkev sv. Trojice, ki upravno spada pod mariborsko nadškofijo. Zgrajena je bila leta 1619, povečana pa v 18. stoletju.

## Šolstvo
V naselju deluje osnovna šola, poimenovana po pisatelju Antonu Ingoliču, kot podružnica osnovne šole na Spodnji Polskavi.

## Šport in rekreacija
Zgornja Polskava ima lastno nogometno igrišče ter včasih dokaj uspešen nogometni klub DTV Zgornja Polskava.